# Pernilla Anderssonová
Pernilla Andersson, provdaná Ribeiro-Novais (* 3. prosince 1971 Umeå, Švédsko) je bývalá reprezentantka Švédska v judu.

## Sportovní kariéra
Vrcholově se sportu věnovala až v dospělém věku. Specializovala se výhradně na boj na zemi (ne-waza) a na přelomu tisíciletí tímto způsobem boje slavila úspěchy. Ty jí vynesly účast na olympijské hry v Sydney, kde však vypadla ve druhém kole.
Po skončení sportovní kariéry pracovala jako kaskadérka a trenérka. Je vdaná za svého bývalého trenéra původem z Brazílie.

## Výsledky
| Turnaj             | 1992       | 1993       | 1994       | 1995       | 1996       | 1997       | 1998       | 1999       | 2000       | 2001       | 2002       |
| Turnaj             | 21         | 22         | 23         | 24         | 25         | 26         | 27         | 28         | 29         | 30         | 31         |
| Turnaj             | lehká váha | lehká váha | lehká váha | lehká váha | lehká váha | lehká váha | lehká váha | lehká váha | lehká váha | lehká váha | lehká váha |
| ------------------ | ---------- | ---------- | ---------- | ---------- | ---------- | ---------- | ---------- | ---------- | ---------- | ---------- | ---------- |
| Olympijské hry     | —          |            |            |            | —          |            |            |            | úč.        |            |            |
| Mistrovství světa  |            | —          |            | —          |            | 7.         |            | 5.         |            | úč.        |            |
| Mistrovství Evropy | úč.        | —          | —          | —          | —          | 7.         | —          | úč.        | 2.         | 5.         | úč.        |